# Toše Proeski Arena
El Toše Proeski Arena (en macedonio: Национална Арена Тоше Проески), antiguo Estadio Filip II de Macedonia,  es un estadio multiusos de Skopie, Macedonia del Norte. El estadio fue construido en 1947 como Gradski Stadion Skopje y reconstruido y renombrado entre 2008-2011 bajo el nombre de Filip II de Macedonia, padre de Alejandro Magno y rey griego del Reino de Macedonia, y tiene capacidad para 33 011 espectadores. Se utiliza, principalmente, para la práctica del fútbol por los clubes de la ciudad FK Vardar y FK Rabotnički, así como por la selección de Macedonia del Norte. En el 2019 se le volvió a renombrar por el actual nombre en honor al músico Toše Proeski.

## Reconstrucción
La construcción del Estadio de la Ciudad de Skopie (macedonio: Градски стадион Скопје, Gradski Stadion Skopje) en la forma actual se inició en 1978 (que cambió su nombre a Filipo II en 2008). Se necesitó dos años para construir la tribuna sur, y el resto de la reconstrucción y ampliación se inició después de un largo retraso en la ejecución del proyecto en enero de 2008. La construcción de una nueva grada norte se terminó en agosto de 2009 y se estrenó el 2 de agosto de 2009, el día de la fiesta nacional macedonia "Ilinden". Diez días después, el 12 de agosto, la selección de fútbol de Macedonia del Norte jugó un partido amistoso contra los, entonces, vigentes campeones de Europa, España, como parte del aniversario de 100 años de fútbol en Macedonia del Norte. La reconstrucción de la base sur comenzó en 2009 y se puso en funcionamiento el 30 de julio de 2010 para el partido entre el FK Rabotnicki y el Liverpool FC. La capacidad total es ahora de 33 011 espectadores.
El estadio cuenta con 494 localidades vip, un espacio reservado para 245 asientos de comentaristas y una sala de prensa con capacidad para 141 periodistas. El costo total de la reconstrucción fue de alrededor de 51 millones de euros, inversión llevada a cabo por el Gobierno de Macedonia del Norte y 625 000 euros aportados por la UEFA.

## Imágenes

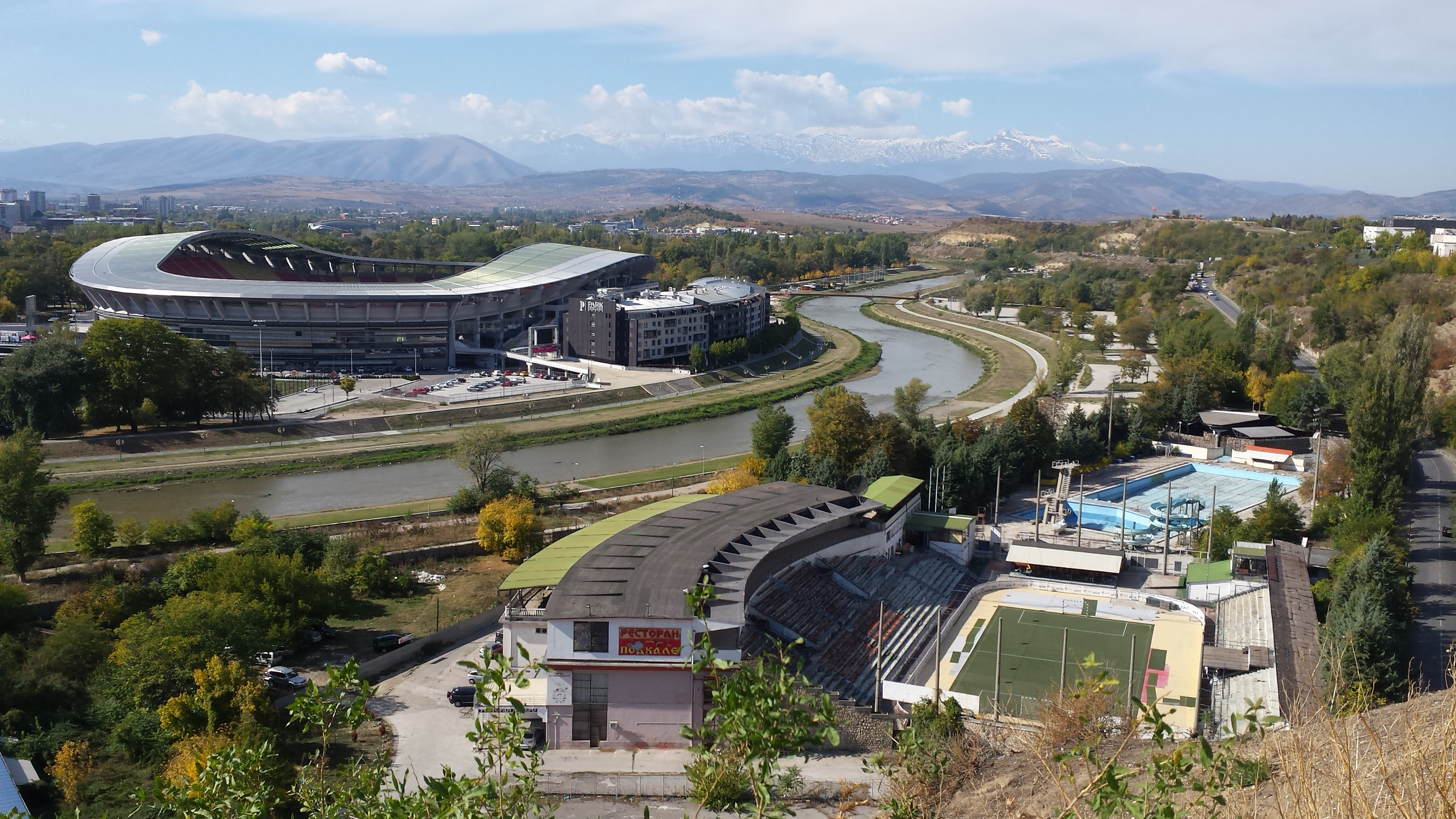
Vista global del estadio.
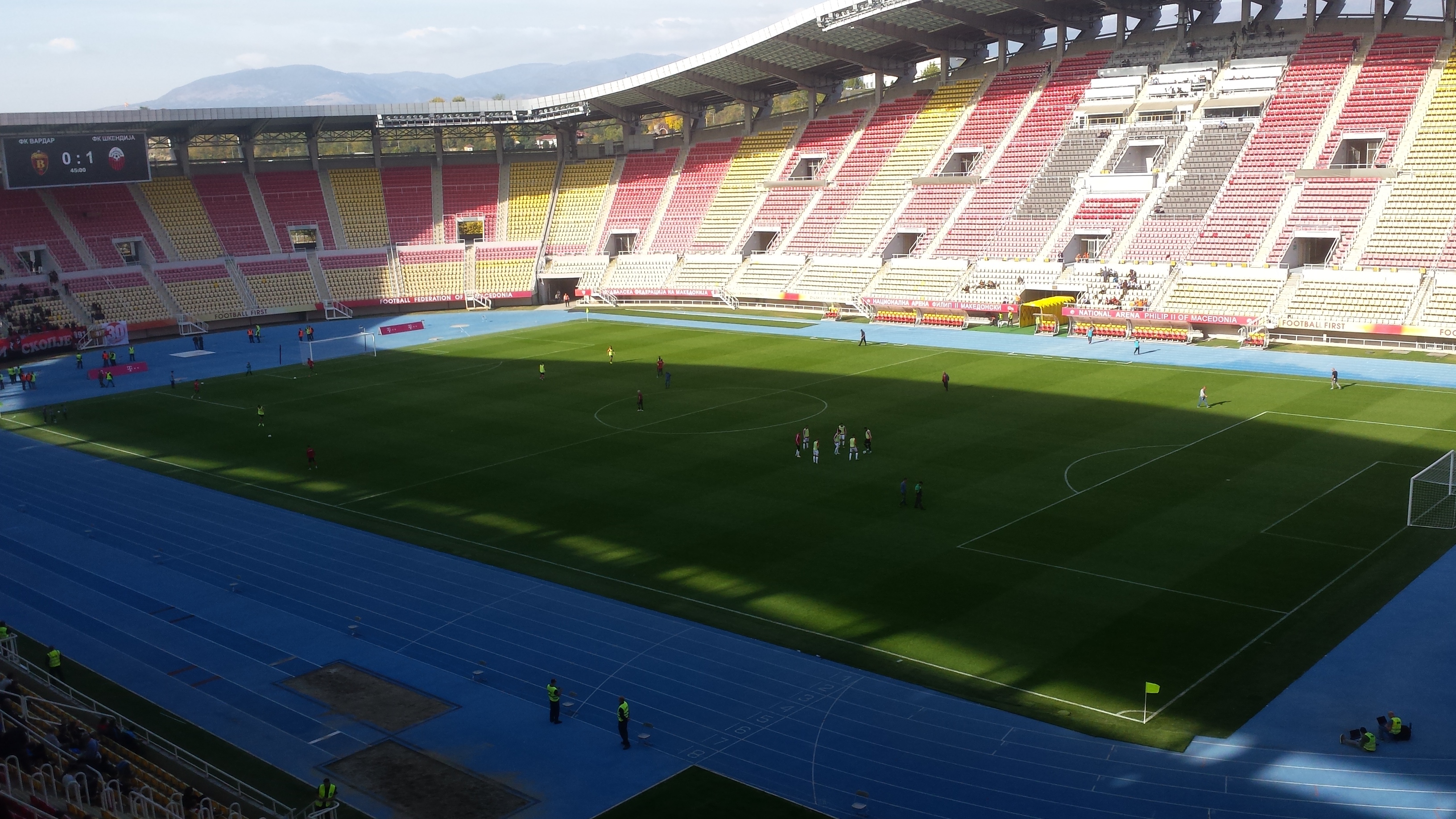
Interior del estadio.
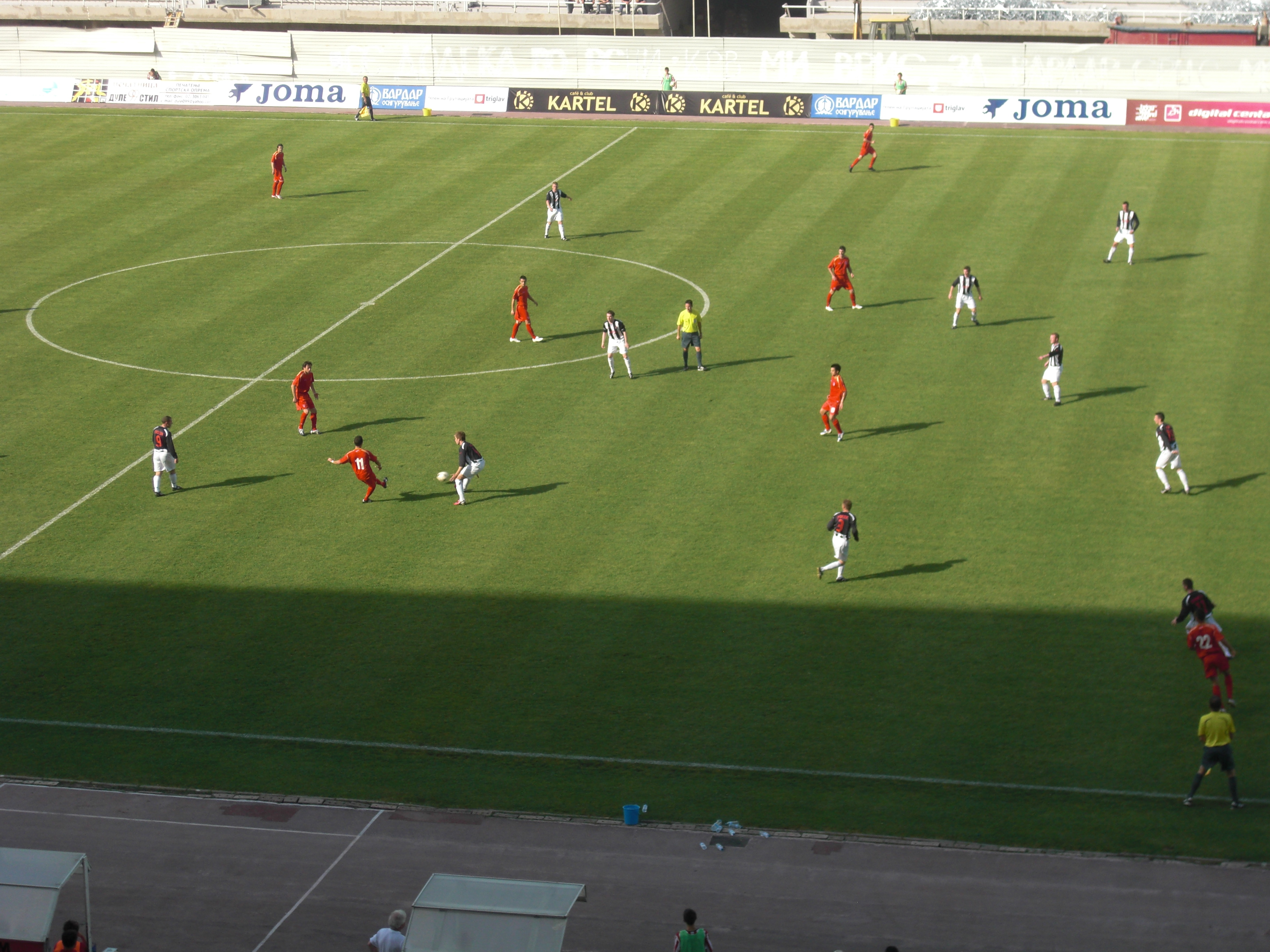
Partido FK Rabotnicki-Crusaders en 2009.
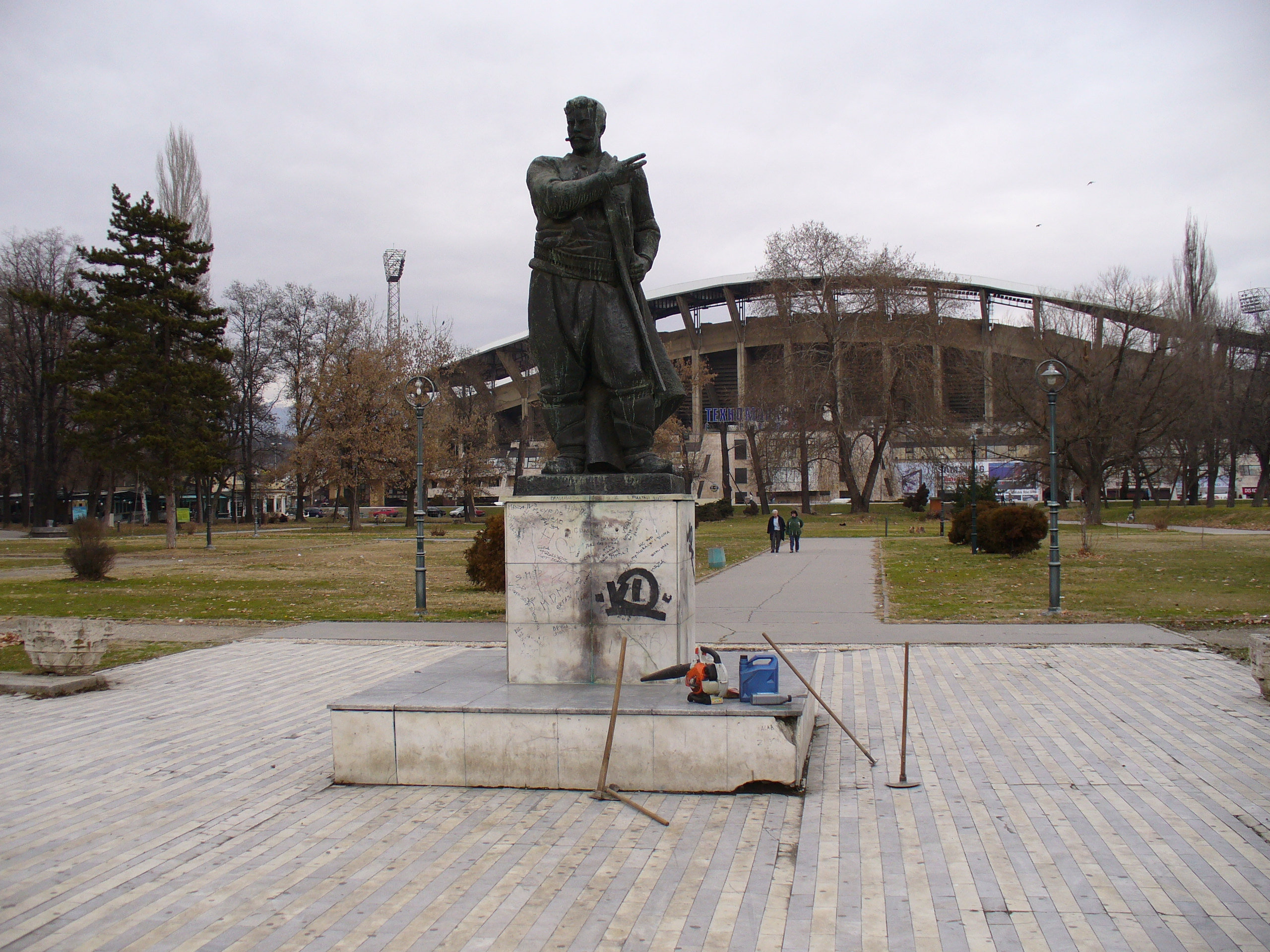
Estatua de Goce Delčev en el exterior.
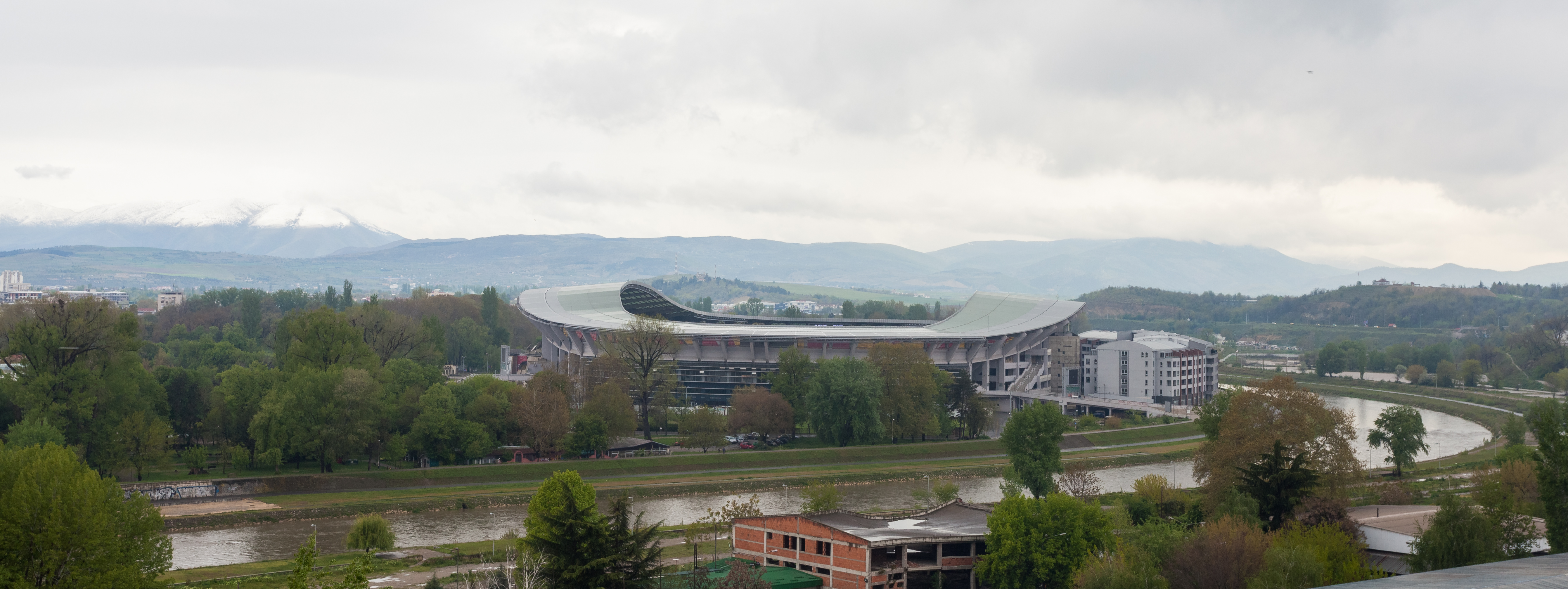
Vista desde la Fortaleza de Skopie